# Rush Hill
Rush Hill és una població dels Estats Units a l'estat de Missouri. Segons el cens del 2000 tenia 130 habitants.

## Demografia
Segons el cens del 2000, Rush Hill tenia 130 habitants, 53 habitatges, i 40 famílies. La densitat de població era de 278,9 habitants per km².
Dels 53 habitatges en un 34% hi vivien nens de menys de 18 anys, en un 60,4% hi vivien parelles casades, en un 7,5% dones solteres, i en un 24,5% no eren unitats familiars. En el 20,8% dels habitatges hi vivien persones soles el 13,2% de les quals corresponia a persones de 65 anys o més que vivien soles. El nombre mitjà de persones vivint en cada habitatge era de 2,45 i el nombre mitjà de persones que vivien en cada família era de 2,8.
Per edats la població es repartia de la següent manera: un 27,7% tenia menys de 18 anys, un 5,4% entre 18 i 24, un 23,8% entre 25 i 44, un 23,1% de 45 a 60 i un 20% 65 anys o més.
L'edat mediana era de 40 anys. Per cada 100 dones de 18 o més anys hi havia 91,8 homes.
La renda mediana per habitatge era de 26.250 $ i la renda mediana per família de 33.750 $. Els homes tenien una renda mediana de 33.333 $ mentre que les dones 21.250 $. La renda per capita de la població era de 14.523 $. Entorn del 5% de les famílies i l'11,5% de la població estaven per davall del llindar de pobresa.

## Poblacions més properes
El següent diagrama mostra les poblacions més properes.